# Jacques Degats
Jacques Degats (Jacques Léopold Degats; * 20. Februar 1930 in Vendrest; † 29. März 2015 in Nemours) war ein französischer Sprinter.
1951 holte er bei den Mittelmeerspielen Gold über 400 Meter und Silber über 200 Meter.
Bei den Olympischen Spielen 1952 in Helsinki wurde er Sechster in der 4-mal-400-Meter-Staffel und erreichte über 400 Meter das Viertelfinale.
1954 siegte er bei den Europameisterschaften in Bern zusammen mit Jean-Pierre Goudeau, Pierre Haarhoff und Jean-Paul Martin du Gard in der 4-mal-400-Meter-Staffel. Über 400 Meter wurde er im Finale disqualifiziert.
1955 verteidigte er bei den Mittelmeerspielen seinen Titel über 400 Meter mit seiner persönlichen Bestzeit von 47,3 s. Bei den Olympischen Spielen 1956 in Melbourne schied er über 400 Meter im Viertelfinale und in der 4-mal-400-Meter-Staffel im Vorlauf aus.
1951, 1954 und 1957 wurde er Französischer Meister über 400 Meter.